# Ingrid Jonker
Ingrid Jonker (Douglas, 19 de setembre de 1933 -Ciutat del Cap, 19 de juliol de 1965) fou una escriptora sud-africana en afrikaans guardonada amb l'orde d'Ikhamanga.
Jonker naixé a Douglas, una localitat prop de Kimberley, els seus pares Abraham Jonker i Beatrice Cilliers se separaren després que nasqués i la seva mare s'instal·là a la seva antiga casa amb l'Ingrid, la seva altra filla Anna i els seus pares, més tard els avis d'Ingrid es mudaren a una granja prop de Ciutat del Cap. Cinc anys després el seu avi morí i les tres dones soles van passar moltes dificultats econòmiques.
El 1943 va morir la mare de Jonker, i l'Ingrid i la seva germana major Anna foren enviades al Col·legi femení de Wynberg a Ciutat del Cap, on va començar a escriure poesia per a la revista del col·legi.
Jonker es va casar amb el Pieter Venter el 1956, la seva filla Simone va néixer el 1957. La parella es mudà a Johannesburg, però tres anys més tard es van separar i Jonker i la seva filla van tornar a Ciutat del Cap.
El seu pare, també escriptor, editor i membre del parlament, va ser nomenat censor artístic, Ingrid estava en contra d'aquestes lleis i les seves diferències polítiques es van fer de seguida públiques. La tensió entre els dos era tan gran, que en un dels seus discursos el seu pare va arribar a dir que no era la seva filla. A més en aquest temps, mantenia dos romanços amb els escriptors, Jack Cope i André P. Brink. Es va quedar embarassada d'un d'ells i es va fer un avortament (un crim a Sud-àfrica aleshores). El dolor davant el continu rebuig del seu pare i el seu avortament contribueixen al fet que ingressa a l'Hospital Psiquiàtric de Valkenberg el 1961 (la seva mare havia mort en Valkenberg uns anys abans).
La nit del 19 de juliol del 1965, Jonker va anar a la Badia de les Tres Ancores de Ciutat del Cap on es va suïcidar ofegant-se en el mar. En escoltar la notícia de la seva mort el seu pare va dir: «per mi, la poden tornar a tirar al mar».

## "Copyrights" i manuscrits
Després de la seva mort, el tribunal li va atorgar tots els beneficis del treball d'Ingrid a Jack Cope, qui va fundar la "Fundació Ingrid Jonker" i la va dirigir fins a la seva mort el 1991. La filla de Jonker va quedar com a beneficiària i els drets d'autoria segueixen finançant la fundació.

## Llegat
Els seus poemes s'han traduït a diversos idiomes i els seus amics li van rendir tribut creant el Premi Ingrid Jonker el 1965. Aquest premi anual al millor escriptor en anglès o afrikaans consisteix en R1000 i una medalla.
Nelson Mandela va llegir el seu poema Die kind (wat doodgeskiet is deur soldate by Nyanga) (El nen (al que van matar d'un tret els soldats de Nyanga)), en afrikaans durant l'obertura del primer parlament democràtic el 24 de maig de 1994.
L'obra de teatre de Ryk Hattingh, Opdrag: Ingrid Jonker (Obra: Ingrid Jonker), representada en el Festival nacional d'arts de Grahamstown i protagonitzada per Jana Cilliers es va representar en 2002.
A l'abril de 2004, el govern sud-africà li va atorgar pòstumament l'Orde d'Ikhamanga per "la seva excel·lent contribució a la literatura i compromís en la lluita pels drets humans a Sud-àfrica".
Diversos dels seus poemes s'han convertit en cançons de Laurika Rauch, Anneli van Rooyen o Chris Chameleon.
En 2005 Chris Chameleon (conegut membre del grup Boo!) va treure l'àlbum Ek Herhaal Jou (Et repeteixo), amb una sèrie de poemes cantats d'Ingrid Jonker el dia del 40 aniversari de la seva mort. Incloïa temes com ara "Bitterbessie Dagbreek" (Clarejar agridulce), "Lied van die gebreekte Riete" (Canto dels joncs morts) i "Ontvlugting" (Fuita).
En 2007, la directora sud-africana nascuda en Moçambic Helena Nogueira va realitzar el domumental Ingrid Jonker, her Lives and Time, en el qual després es va basar la pel·lícula All that Breaks aquest mateix any i dirigida per la mateixa directora, produïda per David Parfitt (Shakespeare in Love), Charles Moore (Schindler's List) i Shan Moodley.
En 2011 l'actriu neerlandesa Carice van Houten va aparèixer en el film Black Butterflies basat en la vida de Jonker.

## Obres
- Na die somer
- Ontvlugting, 1956
- Rook en oker, 1963
- Kantelson